# Euphorbia schlechtendalii
Euphorbia schlechtendalii är en törelväxtart som beskrevs av Pierre Edmond Boissier. Euphorbia schlechtendalii ingår i släktet törlar, och familjen törelväxter.

## Underarter
Arten delas in i följande underarter:
- E. s. pacifica
- E. s. schlechtendalii
- E. s. websteri